# Tour d'Autriche 2010
La 62e édition du Tour d'Autriche a eu lieu du 4 juillet au 11 juillet 2010 sur 8 étapes courues entre Dornbirn et Vienne pour une distance totale de 1 144,30 km.  La victoire finale est revenue au coureur italien Riccardo Riccò.

## Étapes
| Étape     | Date       | Villes étapes                 |  | Distance (km) | Vainqueur d’étape    | Leader du classement général |
| --------- | ---------- | ----------------------------- |  | ------------- | -------------------- | ---------------------------- |
| 1re étape | 5 juillet  | Dornbirn – Bludenz            |  | 157,9         | André Greipel        | André Greipel                |
| 2e étape  | 6 juillet  | Landeck - Kitzbühel           |  | 173,9         | Riccardo Riccò       | Riccardo Riccò               |
| 3e étape  | 7 juillet  | Kitzbühel - Lienz             |  | 134,5         | Leonardo Bertagnolli | Riccardo Riccò               |
| 4e étape  | 8 juillet  | Lienz - Großglockner          |  | 146,2         | Riccardo Riccò       | Riccardo Riccò               |
| 5e étape  | 9 juillet  | Bleiburg - Deutschlandsberg   |  | 150,3         | Nick Nuyens          | Riccardo Riccò               |
| 6e étape  | 10 juillet | Deutschlandsberg – Laxenbourg |  | 231,8         | André Greipel        | Riccardo Riccò               |
| 7e étape  | 11 juillet | Podersdorf am See (c.l.m.)    |  | 26,9          | Joost Posthuma       | Riccardo Riccò               |
| 8e étape  | 12 juillet | Podersdorf am See – Vienne    |  | 122,8         | Graeme Brown         | Riccardo Riccò               |

## Classement général final
| Classement général final | Classement général final | Classement général final | Classement général final | Classement général final |
|                          | Coureur                  | Pays                     | Équipe                   | Temps                    |
| ------------------------ | ------------------------ | ------------------------ | ------------------------ | ------------------------ |
| 1er                      | Riccardo Riccò           | Italie                   | Ceramica Flaminia        | en 27 h 35 min 30 s      |
| 2e                       | Sergio Pardilla          | Espagne                  | CarmioOro-NGC            | + 38 s                   |
| 3e                       | Emanuele Sella           | Italie                   | CarmioOro-NGC            | + 1 min 49 s             |
| 4e                       | Tiago Machado            | Portugal                 | RadioShack               | + 2 min 31 s             |
| 5e                       | Artem Ovechkin           | Russie                   | Katusha                  | + 2 min 34 s             |
| 6e                       | Vladimir Gusev           | Russie                   | Katusha                  | + 3 min 48 s             |
| 7e                       | Stefan Denifl            | Autriche                 | Cervélo Test             | + 4 min 17 s             |
| 8e                       | Morris Possoni           | Italie                   | Sky                      | + 4 min 28 s             |
| 9e                       | Ben Hermans              | Belgique                 | RadioShack               | + 5 min 4 s              |
| 10e                      | Pieter Weening           | Pays-Bas                 | Rabobank                 | + 5 min 7 s              |
| modifier                 |                          |                          |                          |                          |